# Tschechisches Huhn
Das Tschechische Huhn ist eine Haushuhnrasse, die seit langer Zeit in Tschechien gezüchtet wird. Die erste Erwähnung geht auf das Jahr 1205 zurück, als die böhmische Prinzessin Dagmar von Böhmen, Gemahlin des dänischen Königs Waldemar II., in ihre neue Heimat als Aussteuer eine Schar böhmischer Hühner mitbrachte. Die Rasse versorgt den Halter gleichermaßen mit Eiern wie mit Fleisch.

## Zwergform
Das Tschechische Huhn existiert auch als Zwergform mit den gleichen Farbschlägen wie die normalwüchsige Form. Der Hahn wiegt 2,3–2,8 kg und die Henne 2,0–2,5 kg. Die Legeleistung beträgt 150–190 Eier im Jahr. Die Eier wiegen 55 Gramm und sind cremefarbend.